# Pay Dirt
Pay Dirt (1964 - 1990) (Florican - Impish) var en avlshingst ejet af Opdrætterforeningen. Den var Danmarks førende avlshingst gennem mange år. 
Pay Dirt var blandt andet fader til Tarok (1972 – 1981), Dansk Travsports mest kendte travhest gennem tiderne.
Af betydningsfulde efterkommere efter Pay Dirt kan især nævnes følgende heste med sejre i storløb:
Vindere af Dansk Trav Derby:
-1976 Tarok
-1980 Chianti Pitt
-1981 Duvil
-1984 Game Høgh
-1985 Hawkeye (sønnesøn)
-1988 Lancelot Broholm
-1994 Skalflex (sønnesøn)
-2013 Stand and Deliver (tiptipoldebarn (tipoldebarn til Tarok))
Vindere af Dansk Hoppederby:
-1981 Dolly Dirt
-1982 Early Dirt
-1984 Gloria G T (sønnedatter (datter af Tarok))
Vindere af Dansk Trav Kriterium
-1975 Tarok
-1982 Florican Dirt
-1983 Glennie Bilto
-1987 Levelet Tax
Vindere af Dansk Opdrætningsløb
-1979 Dia R S
-1980 Eik Hvetbo
-1981 Florican Dirt
-1985 Keen Garbo
-1986 Latrick Guy
-1991 Ray Dirt
Copenhagen Cup
- 1987 Hairos
EM for 5-årige
-1977 Tarok
-1981 Granit Damsbo
Pay Dirt var af stor økonomisk betydning for Opdrætterforeningen og den betød, at foreningen i mange år var den økonomisk stærkeste organisation indenfor Dansk Travsport.